# Southeastern University
Southeastern University – prywatny uniwersytet chrześcijański w Lakeland na Florydzie. Został założony w 1935 roku w New Brockton, w Alabamie, jako Southeastern Bible Institute. W 1946 roku został przeniesiony do Lakeland, a w 1970 r. stał się koledżem sztuk wyzwolonych. Jest to największa instytucja edukacyjna należąca do Wspólnoty Zborów Bożych w USA.

## Wydziały
Uniwersytet dzieli się na 7 wydziałów: 
- Nauki Przyrodnicze i Zdrowotne (Natural & Health Sciences)
- Szkoła Nieograniczonej Edukacji (School of Unrestricted Education)
- Edukacja (Education)
- Ministerstwo Barnetta i Teologia (Barnett Ministry & Theology)
- Sztuka i Media (Arts & Media)
- Nauki Behawioralne i Społeczne (Behavioral & Social Sciences)
- Biznes Jannetides'a i Przywództwo w Przedsiębiorczości (Jannetides Business & Entrepreneurial Leadership)